# Ourapteryx margaritata
Ourapteryx margaritata là một loài bướm đêm trong họ Geometridae.